# Regina King
Regina René King (Los Angeles, 15 de janeiro de 1971) é uma atriz e diretora norte-americana. Ganhou dois Emmy do Primetime de Melhor Atriz Coadjuvante em Telefilme/Minissérie por American Crime. Em 2018, ganhou seu terceiro Emmy, dessa vez de Melhor Atriz em  Minissérie/Telefilme por Seven Seconds. Em 2020, ganhou seu quarto Emmy, de Melhor Atriz em Minissérie/Telefilme por Watchmen, da HBO.
Por sua atuação no filme If Beale Street Could Talk, recebeu aclamação da crítica e venceu diversos prémios, incluindo o Oscar, o Globo de Ouro, o Critics' Choice, o National Board of Review de Melhor Atriz Coadjuvante em 2019.

## Biografia
King nasceu em Los Angeles, Califórnia, e cresceu em View Park-Windsor Hills. É a filha mais velha de Gloria, uma professora de educação especial, e Thomas King, um eletricista. Os dois se divorciaram em 1979. King participou da Westchester High School e a University of Southern California. Sua irmã mais nova é a atriz Reina King.
Casou-se com Ian Alexander em abril de 1997, com quem teve um filho, e entrou com o pedido de divórcio em novembro de 2006, citando "citando o abuso físico, uso de drogas e casos extraconjugais."

## Carreira
Começou a atuar em 1985 no papel de Brenda, filha de Marla Gibbs na série de TV 227, continuando a interpretá-la até 1990. No cinema, ela interpretou a back vocal Margie Hendricks em Ray, filme estrelado por Jamie Foxx. Também teve papéis de destaque em Miss Congeniality 2: Armed and Fabulous, fazendo dupla com Sandra Bullock, e Legally Blonde 2: Red, White & Blonde, ao lado de Reese Witherspoon, e participação em Jerry Maguire.
Na televisão, ela dublou Riley e Huey no desenho Boondocks do bloco Adult Swim do Cartoon Network. Em 2007, foi integrante do elenco fixo da série 24 Horas no papel de Sandra Palmer, irmã do Presidente Wayne Palmer (interpretado por D.B. Woodside).
Em 2009, passou a fazer parte do elenco da série policial Southland, no papel da Detetive Lydia Adams. A rede NBC exibiu a primeira temporada, mas por problemas de grade, os produtores transferiram a trama para a TNT, onde continuou até ao cancelamento em 2013.

## Filmografia

### Cinema
| Ano  | Título                                  | Papel               | Notas |
| ---- | --------------------------------------- | ------------------- | --- |
| 1991 | Boyz n the Hood                         | Shalika             | |
| 1993 | Poetic Justice                          | Iesha               | |
| 1995 | Higher Learning                         | Monet               | |
| 1995 | Friday                                  | Dana Jones          | |
| 1996 | A Thin Line Between Love and Hate       | Mia                 | |
| 1996 | Jerry Maguire                           | Marcee Tidwell      | |
| 1998 | Rituals                                 | —                   | Curta-metragem |
| 1998 | How Stella Got Her Groove Back          | Vanessa             | |
| 1998 | Enemy of the State                      | Carla Dean          | |
| 1998 | Mighty Joe Young                        | Cecily Banks        | |
| 1999 | Love and Action in Chicago              | Lois Newton         | |
| 1999 | Where the Truth Lies                    | Lillian Rose-Martin | Telefilme |
| 2000 | If These Walls Could Talk 2             | Allie               | Telefilme |
| 2001 | Down to Earth                           | Sontee Jenkins      | |
| 2002 | Turnaround                              | Rayne               | |
| 2002 | Damaged Care                            | Cheryl Griffith     | Telefilme |
| 2003 | Daddy Day Care                          | Kim Hinton          | |
| 2003 | Legally Blonde 2: Red, White & Blonde   | Grace Rossiter      | |
| 2004 | A Cinderella Story                      | Rhonda              | |
| 2004 | Ray                                     | Margie Hendricks    | Prêmios Satellite Award de melhor atriz coadjuvante em comédia ou musical |
| 2005 | Miss Congeniality 2: Armed and Fabulous | Sam Fuller          | |
| 2006 | The Ant Bully                           | Kreela (voz)        | |
| 2007 | Year of the Dog                         | Layla               | |
| 2007 | This Christmas                          | Lisa Moore          | |
| 2008 | Living Proof                            | Ellie Jackson       | Telefilme |
| 2010 | Our Family Wedding                      | Angela              | |
| 2014 | Planes: Fire & Rescue                   | Dynamite (voz)      | |
| 2014 | The Gabby Douglas Story                 | Natalie Hawkins     | |
| 2018 | If Beale Street Could Talk              | Sharon Rivers       | Prêmios Oscar de melhor atriz coadjuvante Critics' Choice Movie Award de Melhor Atriz Coadjuvante Globo de Ouro de melhor atriz coadjuvante em cinema Los Angeles Film Critics Association de Melhor Atriz Coadjuvante Independent Spirit Award de melhor atriz coadjuvante Indiana Film Journalist Associativo de Melhor Atriz Coadjuvante Los Angeles Online Film Critics Society Award de Melhor Atriz Coadjuvante National Board of Review de Melhor Atriz Coadjuvante New York Film Critics Circle de Melhor Atriz Coadjuvante Detroit Film Critics Society de Melhor Atriz Coadjuvante National Society of Film Critics Award de Melhor Atriz Coadjuvante Satellite Award de melhor atriz coadjuvante no cinema St. Louis Gateway Film Critics Association de Melhor Atriz Coadjuvante Washington D.C. Area Film Critics Association Award de Melhor Atriz Coadjuvante Indicações Chicago Film Critics Association Award de Melhor Atriz Coadjuvante |
| 2020 | One Night in Miami                      | —                   | Diretora do filme (estreia como diretora) |
| 2021 | The Harder They Fall                    | Trudy Smith         | |

### Televisão
| Ano       | Título                                            | Papel                | Notas                                    | Prêmios |
| --------- | ------------------------------------------------- | -------------------- | ---------------------------------------- | --- |
| 1985–1990 | 227                                               | Brenda Jenkins       | 106 episódios                            | |
| 1994      | Northern Exposure                                 | Mother Nature        | Episódio: "Baby Blues"                   | |
| 1994      | New York Undercover                               | Marah                | Episódio: "Tasha"                        | |
| 1995      | Living Single                                     | Zina                 | Episódio: "The Shake-Up"                 | |
| 2002      | Leap of Faith                                     | Cynthia              | 6 episódios                              | |
| 2005–2014 | The Boondocks                                     | Riley e Huey Freeman | 56 episódios                             | |
| 2006      | Women in Law                                      | —                    | Episódio: "Piloto"                       | |
| 2007      | 24                                                | Sandra Palmer        | 9 episódios                              | |
| 2009–2013 | Southland                                         | Detetive Lydia Adams | 42 episódios                             | |
| 2013–14   | The Big Bang Theory                               | Janine Davis         | Temporadas 6–8 (recorrente; 4 episódios) | |
| 2014      | The Strain                                        | Ruby Wain            | 3 episódios                              | |
| 2014      | Shameless                                         | Gail Johnson         | 4 episódios                              | |
| 2015-2017 | American Crime                                    | Aliyah Shadeed       | 3 temporadas                             | Prêmios: Primetime Emmy Award de Melhor Atriz Coadjuvante em Minissérie ou Telefilme (2015, 2016) Indicada: Primetime Emmy Award de Melhor Atriz Coadjuvante em Minissérie ou Telefilme (2017) Globo de Ouro de melhor atriz em série, minissérie ou telefilme (2016) |
| 2015–2017 | The Leftovers                                     | Erika Murphy         |                                          | |
| 2015      | Pariah                                            | Karen                | Telefilme                                | |
| 2016      | The Snowy Day                                     | Mom                  | Telefilme                                | |
| 2016      | The Adventures of Hooligan Squad in World War III | Colonel Rah          | Telefilme                                | |
| 2018      | Seven Seconds                                     | Latrice Butler       | Minissérie                               | Prêmios: Primetime Emmy Award de Melhor Atriz em Minissérie ou Telefilme (2018) Indicada: Globo de Ouro de melhor atriz em minissérie ou telefilme (2019) |
| 2019      | Watchmen                                          | Angela Abar          | Protagonista                             | Prêmios: Primetime Emmy Award de Melhor Atriz em Minissérie ou Telefilme (2020) |

## Prêmios e Indicações

#### Óscar
| Ano  | Categoria                | Indicação                  | Notas  |
| ---- | ------------------------ | -------------------------- | ------ |
| 2019 | Melhor Atriz Coadjuvante | If Beale Street Could Talk | Venceu |

#### Emmy
| Ano  | Categoria                                           | Indicação      | Notas    |
| ---- | --------------------------------------------------- | -------------- | -------- |
| 2015 | Melhor Atriz Coadjuvante em Minissérie ou Telefilme | American Crime | Venceu   |
| 2016 | Melhor Atriz Coadjuvante em Minissérie ou Telefilme | American Crime | Venceu   |
| 2017 | Melhor Atriz Coadjuvante em Minissérie ou Telefilme | American Crime | Indicado |
| 2018 | Melhor Atriz em Minissérie ou Telefilme             | Seven Seconds  | Venceu   |
| 2020 | Melhor Atriz em Minissérie ou Telefilme             | Watchmen       | Venceu   |

#### Globo de Ouro
| Ano  | Categoria                               | Indicação                  | Notas    |
| ---- | --------------------------------------- | -------------------------- | -------- |
| 2016 | Melhor Atriz Coadjuvante em Televisão   | American Crime             | Indicado |
| 2019 | Melhor Atriz Coadjuvante em Cinema      | If Beale Street Could Talk | Venceu   |
| 2019 | Melhor Atriz em Minissérie ou Telefilme | Seven Seconds              | Indicado |
| 2021 | Melhor Direção                          | One Night in Miami         | Indicado |

#### SAG Awards
| Ano  | Categoria               | Indicação | Notas    |
| ---- | ----------------------- | --------- | -------- |
| 2005 | Melhor Elenco em Cinema | Ray       | Indicado |

#### Critics' Choice Movie and Television Awards
| Ano  | Categoria                                           | Indicação                  | Notas    |
| ---- | --------------------------------------------------- | -------------------------- | -------- |
| 2012 | Melhor Atriz Coadjuvante em Série Dramática         | Southland                  | Indicado |
| 2013 | Melhor Atriz Coadjuvante em Série Dramática         | Southland                  | Indicado |
| 2016 | Melhor Atriz Coadjuvante em Série Dramática         | The Leftovers              | Indicado |
| 2016 | Melhor Atriz Coadjuvante em Minissérie ou Telefilme | American Crime             | Venceu   |
| 2019 | Melhor Atriz Coadjuvante em Cinema                  | If Beale Street Could Talk | Venceu   |
| 2020 | Melhor Atriz em Série Dramática                     | Watchmen                   | Venceu   |

#### Television Critics' Association Awards
| Ano  | Categoria                              | Indicação | Notas  |
| ---- | -------------------------------------- | --------- | ------ |
| 2020 | Melhor Performance Individual em Drama | Watchmen  | Venceu |